# Cultura del Cuzco
El imperio inca es una cultura artística llena de arte por esto el número de danzas mitos y cantos es incontable en esta cultura, una de las de mayor expresión del arte andino en Latinoamérica.
Una pequeñísima parte de este acervo cultural se ha conservado hasta hoy día gracias a las recopilaciones que hicieron los cronistas. Se trata, sobre todo, de poesías como los haylli, que eran una especie de himnos guerreros, o los harawi, que, por el contrario, eran canciones de amor y de ausencia.
Durante los primeros siglos de la colonia, el género más característico fue la crónica. Entre los cronistas que nacieron en el Cusco o que crearon su obra en la antigua capital incaica destacan:
- Inca Garcilaso de la Vega, con sus Comentarios Reales de los Incas (1609)
- Vasco de Contreras y Valverde, con su Relación de la Ciudad del Cuzco (1649)
- Diego de Esquivel y Navia, autor de las Noticias Cronológicas de la Ciudad del Cuzco (1749)
- Ignacio de Castro, quien escribió una Relación de la Fundación de la Real Audiencia del Cuzco (1788).

Un hombre de letras que también alcanzó renombre en su tiempo y que es considerado hasta ahora uno de los pilares de la literatura peruana colonial fue Juan Espinoza Medrano, El lunarejo, autor de un Apologético en favor de Luis de Góngora (1662), de gran maestría estilística.
El Inca Garcilaso de la Vega (1540-1616) es, sin embargo, quien alcanza estatura universal. Para muchos encarnación del mestizaje que se produce en tierras peruanas tras la conquista española. Garcilaso es ante todo el autor de esa mezcla de crónica histórica, literatura y autobiografía que son los Comentarios Reales de los Incas, libro escrito en plena madurez intelectual y en el que el Inca hace una reconstrucción de la vida en el imperio de los incas, no siempre fidedigna pero llena, en cambio, de la admiración que los cusqueños sienten por ese período de su historia.
Otro momento interesante de la literatura cusqueña colonial está relacionado con el quechua y se produce a partir de fines del siglo XVII. Por entonces, el nacionalismo en germen de sectores criollos hace que se empiece a producir una literatura en el idioma nativo que busca adueñarse del pasado incaico. Tal es el caso, por citar sólo los ejemplos más representativos, de los dramas en quechua Uscar Pauca y Ollantay. De hecho, algunos estudiosos consideran que el período que va de fines del siglo XVII a finales del XVIII, es el siglo de oro del quechua literario.

## La novela
La literatura del Cusco republicano está marcada por la preocupación que los artistas sienten por la situación de postración en que viven las masas indígenas, así como por el afán de revalorar y rescatar las más diversas expresiones culturales de este sector por entonces mayoritario de la población. En la narrativa, esto se tradujo en el surgimiento de la novela indigenista, cuyas primeras manifestaciones las encontramos en el siglo XIX. Narciso Aréstegui (1824-1869) y Clorinda Matto de Turner son sus máximos exponentes.
Abogado, profesor y político cusqueño, Narciso Aréstegui es el autor de El padre Horán, novela en la que se retrata la vida del Cusco en la primera mitad del siglo XIX y hace una fuerte denuncia de la pobreza de la mayoría de sus pobladores, entre ellos los indios. Clorinda Matto de Turner (1852-1909), es autora de la que es considerada la primera novela indigenista del Perú. Aves sin nido, en la que se muestra la cruel explotación de la que eran víctimas los indígenas. Entre su amplia producción literaria se encuentran también unas Tradiciones cuzqueñas que, al estilo de las Tradiciones peruanas de Ricardo Palma, recogen pasajes de la historia de la antigua capital incaica y hechos curiosos ocurridos en ella,

## El teatro
Entre las dos últimas décadas del siglo XIX y las dos primeras del siglo XX, la ciudad del Cusco conoce el auge de una amplia y variada producción teatral en lengua quechua. Son más de setenta, entre dramas y comedias, las obras que se escribieron y se pusieron en escena en ese período y son numerosos, asimismo, los autores que cultivaron estos géneros literarios, destacando los nombres de Nicanor Jara, José Lucas Caparó y Nemesio Zúñiga Cazorla.
En el siglo XX, es casi imprescindible tener presente eso que podríamos llamar la mitología literaria del Cusco, que nos muestra sobre todo la imagen de una ciudad sagrada, cuna de la más alta civilización que floreció en suelo peruano hasta antes de la llegada de los europeos. Precisamente desde esta perspectiva resultan pioneras algunas páginas de esas pilares del indigenismo cusqueño que son Luis E. Valcárcel y José Uriel García.

## Ensayo y prosa poética
Valcárcel, con su libro Del ayllu al imperio (1925), inaugura esa manera de exaltar la grandeza de la antigua capital del imperio que mezcla el ensayo con la prosa poética y que desde entonces se cultiva incansablemente en el Cusco. Otro libro que publica en 1925, De la vida inkaika, Algunas captaciones del espíritu que la animó, está en la misma línea. José Uriel García (1884-1965), condiscípulo de Valcárcel y, como él, polémico ensayista, escritor e historiador, es el autor de El Nuevo Indio (1930), en el que se hace un agudo análisis del mestizaje y la aculturación en la sociedad peruana.

## La poesía
La poesía es el género preferido por varias generaciones de escritores cusqueños a lo largo del siglo XX, pero son sobre todo, dos los que destacan y cuya obra trasciende los marcos locales, Luis Nieto Miranda (1911-97) y Andrés Alencastre (1911-83); el primero, un exponente del cholismo, una vertiente de la poesía peruana que revalora las expresiones culturales de los mestizos o cholos, y el segundo, el más importante cultor en el Perú de la poesía en idioma quechua.
Figura imprescindible también es la del padre Jorge A. Lira, cuya contribución al rescate de la literatura oral quechua, tanto en la vertiente poéticacomo en la de la narración, es sumamente valiosa. Canto de amor y Tutupaka llaqta son algunos títulos que corroboran lo que se acaba de afirmar. Por lo demás, al hablar de tradición oral, es justo recordar a una de las principales informantes del padre Lira, doña Carmen Taripha, en cuya persona en cierto modo se encarna el genio creativo del pueblo quechua.
En los últimos años, tres narradores cusqueños que en su obra retratan tanto el Cusco urbano contemporáneo como el rural o incursionan en el pasado de la capital incaica, han recibido reconocimiento a nivel nacional. Ellos son Enrique Rosas Paravicino, Luis Nieto Degregori y Mario Guevara Paredes.

## Lenguaje
Su lengua natal es el quechua, aunque los habitantes de la ciudad en su mayoría hablan el español.
- Datos: Q5794594